# رضا برنجکار
رضا برنجکار (زادهٔ ۱۳۴۲ در شهرستان آستارا) استاد تمام دانشگاه تهران، نویسنده، مؤلف و پژوهشگر حوزهٔ دین است. او تحصیلات متوسطه را در سال ۱۳۶۰ با اخذ دیپلم ریاضی به پایان رساند. در سال ۱۳۶۱ به حوزهٔ علمیهٔ قم وارد شد. تحصیلات حوزه را پس از اتمام سطح و گذراندن هفت سال درس خارج فقه و اصول به پایان رساند. در کنار درس‌های رایج حوزه به تحصیل کلام، فلسفه، تفسیر و حدیث پرداخت.
همچنین تحصیل در رشتهٔ فلسفهٔ غرب را در دانشگاه ادامه داد و در سال ۱۳۸۰ موفق به اخذ دکتریِ فلسفه از دانشگاه تهران شد. وی هم‌اینک عضو هیئت علمی دانشگاه تهران است، در حوزه و دانشگاه مشغول تدریس می‌باشد. همچنین با بسیاری از مراکز پژوهشیِ حوزه، همچون مؤسسهٔ فرهنگی دارالحدیث،مؤسسه نورالمجتبی، دفتر تبلیغات اسلامی و پژوهشگاه فرهنگ و اندیشه اسلامی، مشغول همکاری است. از وی بیش از سی مقاله و چهار کتاب به چاپ رسیده‌است. او با زبان‌های عربی، انگلیسی و ترکی آشناست.
وی از سال ۱۳۸۵ تا ۱۳۹۱ رئیس دانشکدگان فارابی (پردیس قم سابق) دانشگاه تهران بوده‌است. 
برنجکار هم‌اینک نیز ریاست پژوهشگاه قرآن و حدیث را برعهده دارد.

## تحصیلات
- کارشناسی فلسفهٔ غرب از دانشگاه شهید بهشتی، ۱۳۶۹
- کارشناسی ارشد فلسفهٔ غرب از دانشگاه تهران، ۱۳۷۵
- دکتری فلسفهٔ غرب از دانشگاه تهران، ۱۳۸۰
- اتمام دروس سطح و خارج فقه و اصول در حوزهٔ علمیهٔ قم
- اتمام دروس کارشناسی ارشد فلسفهٔ دین و کلام در مؤسسهٔ امام خمینی
- تحصیل فلسفهٔ اسلامی و کلام اسلامی در نزد اساتید بزرگ حوزهٔ علمیهٔ قم

## سوابق آموزشی
- فلسفهٔ یونان: دانشکدگان فارابی - دانشگاه مفید - دانشگاه باقرالعلوم - مؤسسهٔ امام خمینی
- فلسفهٔ قرون وسطی: دانشکدگان فارابی - دانشگاه باقرالعلوم
- فلسفهٔ جدید: دانشکدگان فارابی - دانشگاه باقرالعلوم - مؤسسهٔ امام خمینی
- فلسفهٔ اسلامی: دانشکدگان فارابی - دانشکدهٔ حدیث
- کلام: دانشکدگان فارابی - دانشکده حدیث
- توحید: مؤسسه نورالمجتبی

## تألیف کتاب
- مبانی خداشناسی در فلسفهٔ یونان و ادیان الهی، نبأ، ۱۳۷۵
- معرفت فطری خدا، نبأ، ۱۳۷۹
- آشنایی با علوم اسلامی: کلام، فلسفه، عرفان، سمت - طه، ۱۳۸۲
- آشنایی با فِرَق و مذاهب اسلامی، طه - حوزهٔ علمیهٔ خواهران، ۱۳۸۲
- حکمت و اندیشهٔ دینی، نبأ، ۱۳۸۳
- معرفت عدل الهی، نبأ، ۱۳۸۵
- کلام و عقاید، توحید و عدل، سمت، دانشکدهٔ علوم حدیث، ۱۳۸۷
- درسنامه آموزشی توحید از سری دروس عقائد قرآنی، قدس، مؤسسه نورالمجتبی، ۱۳۹۵

## ترجمهٔ کتاب
- دانش‌نامهٔ عقاید اسلامی، جلد ۷، دارالحدیث، ۱۳۸۵

## تألیف یا ترجمه مقاله
الف) مجلات دارای مجوز علمی - پژوهشی
1. بررسی معقولیت دلالت کرامت (وقایع خارق عادت دینی) در تطبیق میان اسلام و مسیحیت، فصلنامه فلسفه و کلام اسلامی آینه معرفت دانشگاه شهید بهشتی، بهار ۱۳۹۲
2. کتاب الجامعه و نقش آن در فرآیند تبیین آموزه های شیعی، مجله پژوهش های قرآن و حدیث، سال پنجم و چهارم، شماره 2، پاییز و زمستان 1391
3. مبانی و لوازم دیدگاه علامه مجلسی درباره حیات پس از مرگ، پژوهش نامه فلسفه دین (نامه حکمت)، سال دهم، شماره دوم، پاییز و زمستان 1391
4. تبیین معنای ولی در پرتو آیات ولایت، فصلنامه علمی - پژوهشی اندیشه نوین دینی، سال هشتم، شماره 30، پاییز 1391
5. تحلیل و ریشه یابی نظریه قاضی سعید قمی در معناشناسی اسما و صفات الهی، مجله علمی - پژوهشی فلسفه دین، دوره نهم، شماره اول، بهار و تابستان 1391

## دانشنامه و مجموعه مقالات
- «تفویض»، دانشنامهٔ جهان اسلام، ج۷، ۱۳۸۲
- «عقل و معرفت عقلانی»، دانشنامهٔ امام علی، ج ۱، ۱۳۸۰
- «آموزه‌های حدیث عرض دین حضرت عبدالعظیم حسنی»، مجموعه مقالات کنگرهٔ حضرت عبدالعظیم حسنی، ج ۱، بهار ۱۳۸۲
- «فطری بودن دین در معارف اعتقادی»، مجموعه مقالات به مناسبت سال پیامبر اعظم، تابستان ۱۳۸۶

## مجلات عربی
- ماهیة العقل و أزمّة التّعارض مع الوحی، نصوص معاصرة، العدد الخامس، شتاء ۲۰۰۶ م/ ۱۴۲۶ هـ. ق
- نظریة الجبر و الإختیار عند المیرداماد، نقد و تعلیق، نصوص معاصرة، العدد الثامن، خَریف ۲۰۰۶ م/ ۱۴۲۷ هـ. ق
- علم الکلام و أُسلوب الإستنباط من النصوص الدینیة، آفاق الحضار الاسلامیة، العدد الرابع

## مجلات انگلیسی
- Essence of Faith, Safinah, No. 7, July-September 2009
- Submission and Faith in Divine Religion, Safinah, No. 6, April-June 2009
- Argumentation in Divine Theology, Safinah, No. 5, January-March 2009
- The Innate Gnosis of God, Safinah, No. 4, autumn 2008
- The Innate Knowledge of God, Safinah, No. 3, winter 2008
- The Innate Knowledge of God, Safinah, No. 2, winter 2008
- The Innate Knowledge of God, Safinah, No. 1, winter 2008

## جوایز علمی
- پژوهشگر برتر حوزهٔ دین در کنگرهٔ دین‌پژوهان، وابسته به وزارت فرهنگ و ارشاد اسلامی، ۱۳۷۸
- پژوهشگر برتر حوزهٔ دین در کنگرهٔ دین‌پژوهان، وابسته به وزارت فرهنگ و ارشاد اسلامی، ۱۳۸۳
- پژوهشگر نمونهٔ استان قم، ۱۳۸۴
- پژوهشگر نمونهٔ پردیس قم، ۱۳۸۴
- پژوهشگر نمونهٔ پردیس قم، ۱۳۸۶
- برگزیدهٔ کتاب سال جمهوری اسلامی ایران، ۱۳۸۶ (بیست‌وپنجمین دوره)